# Leptogorgia laxa
Leptogorgia laxa is een zachte koraalsoort uit de familie Gorgoniidae. De koraalsoort komt uit het geslacht Leptogorgia. Leptogorgia laxa werd in 1928 voor het eerst wetenschappelijk beschreven door hickson. 